# Most opuszczany

Mechanizm mostu opuszczanego

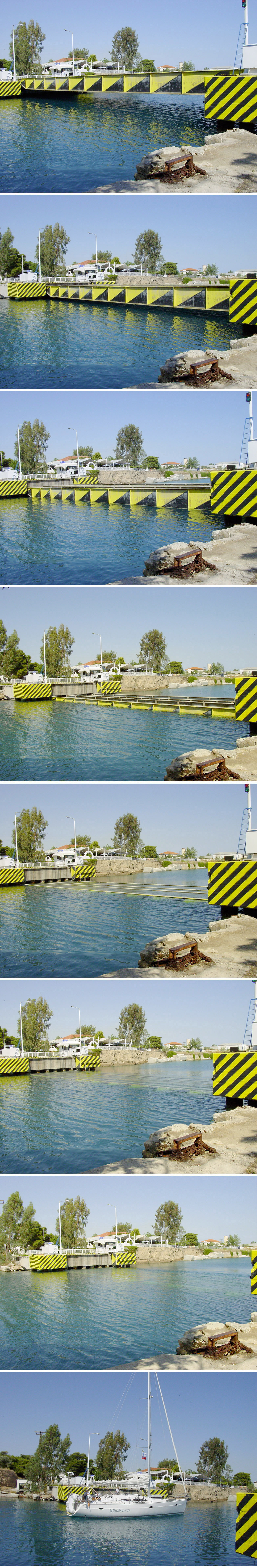
Sekwencja opuszczania mostu w Kanale Korynckim

Most opuszczany (zatapiany) – most ruchomy, który dzięki opuszczeniu jego pokładu poniżej lustra wody zapewnia prześwit umożliwiający przepłynięcie jednostek pływających.
Dwa takie mosty opuszczane istnieją w Kanale Korynckim, po jednym z każdego końca. Opuszczane są do głębokości 8 metrów poniżej poziomu wody.